# Disturbia (cântec)
Disturbia este cel de-al șaptelea disc single extras de pe albumul Good Girl Gone Bad, al cântăreței de origine barbadiană Rihanna. Piesa a obținut succes în clasamentele de specialitate, devenind un șlagăr internațional. A obținut locul 1 în Billboard Hot 100, devenind cea de-a patra piesă a interpretei ce reușește această performanță. De asemenea, cântecul s-a clasat pe locul al treilea în Regatul Unit.

Videoclipul pentru „Disturbia” a fost filmat la sfârșitul lunii iunie 2008. A fost regizat de Anthony Mandler și Rihanna.[1] Premiera sa a avut loc pe 22 iulie a aceluiași an. „Disturbia” este cel mai întunecat videoclip al Rihannei de până acum. Cântăreața se trezește într-o cameră întunecată, o temniță, fiind arsă pe rug și legată de un scaun. În timpul refrenului, ea este ridicată de dansatori, apoi dansează cu ei pe un fundal de lumini galbene strălucitoare.